# 케이조선
케이조선은 경상남도 창원시 진해구에 위치한 대한민국의 조선업체이다.
한때 조선업계의 '빅4'로 불리는 코스피 상장 기업이었으나, 분식회계 및 수익성 악화로 2014년 4월 상장폐지되었다.

## 연혁
- 1962년 1월: 부산시에 대한조선 철공소 설립
- 1967년: 동양조선공업(주) 설립
- 1973년 1월: 대동조선(주)로 상호 변경
- 1973년 8월: 대한민국 최초로 컨테이너선(G/T 2,000톤급) 건조
- 1994년: 진해시에 조선소 건설 착공
- 2001년: (주)STX가 대동조선(주)를 인수
- 2002년: STX조선(주)로 상호 변경
- 2003년: 증권거래소 상장
- 2004년: 세계 최초 SLS 건조공법 개발
- 2006년: 육상건조 세계 최단시간 달성 (30일)
- 2007년: 육상건조 회전율 세계 기록 경신 (연 15척)
- 2008년 5월: Aker Yards (現 STX유럽) 인수
- 2008년 12월: 도크건조 세계 기록 경신 (연 13회전 28척 진수)[3]
- 2009년 3월: STX조선해양(주)로 사명변경
- 2009년 10월: 다우존스 지속가능 경영지수 신규 편입
- 2010년: 세계 최초 광통신 디지털 용접시스템 개발
- 2012년 11월 13일: 2012 한국의경영대상 시상식에서 지난해까지 연속 5회 생산혁신부문 종합대상 수상, 한국의경영대상 '명예의 전당' 헌액
- 2014년 4월: 분식회계 및 수익성 악화로 인한 상장폐지
- 2021년 7월: 주식회사 케이조선으로 사명변경

## 시설

### 진해 조선소
경상남도 창원시 진해구 명제로 60 (원포동)에 본사와 함께 위치하고 있다.